# Шкоропад, Дмитрий Евсеевич
Дмитрий Евсеевич Шкоропад (15 июня 1923, г. Прилуки, Черниговская область, Украина — 21 мая 2000, м. Москва, Россия) — советский и российский военный химик-инженер, ученый и украинский краевед. Соавтор первого в истории универсального справочника о Прилуцком крае «Прилуччина: Энциклопедический справочник» (2007).

## Биография
Родился 15 июня 1923 в г. Прилуки в семье учителей.
После окончания Прилукской средней школы № 57 1940 поступил в Ленинградский военно-механического института (Россия), но обучение было прервано войной. С первых дней войны отправлен добровольцем на фронт. Командовал взводом 85-го стрелкового полка 100-й гвардейской стрелковой дивизии советской армии. В боях за Москву получил тяжелое ранение в голову.
1943—1948 учился в Московском институте химического машиностроения. С 1948 и до конца жизни работал в научно-исследовательском институте химического машиностроения конструктором, научным сотрудником, начальником отдела, главным научным сотрудником. 1958 защитил кандидатскую диссертацию, в 1987 году — докторскую. В 1989 году Д. А. Шкоропаду присвоено звание профессора.
Д. А. Шкоропад — автор 70 научных трудов, в том числе 4-х книг, имел 48 авторских свидетельств и иностранных патентов на изобретения.
За участие в Великой Отечественной войне награждён орденом Отечественной войны первой степени и Красной Звезды. За многолетний труд награждён орденами Октябрьской Революции и Трудового Красного Знамени.

## Исторические и источниковедческие труды
Начиная от 1970-х работал в библиотеках и архивах Москвы, собирая материалы по истории Прилукского края. Этот материал изложен в 4-х машинописных книгах «История Прилукского от древнейших времен до конца XIX века». В 1993 году издал в Прилуках свою книгу «Прилуччина. Исторический очерк.», был соавтором труда — энциклопедического справочника «Прилуччина», который вышел в 2007 году.
Умер 21 мая 2000 года, похоронен на Ясеневском кладбище в Москве.

## Источник
- «Об авторах» // Прилуччина: Энциклопедический справочник, Нежин: «Аспект-Полиграф», 2007, — с. 555